# Гай Петилий Фирм
Гай Петилий Фирм (на латински: Quintus Petillius Firmus) е офицер на Римската империя и внук на император Веспасиан.
Произлиза от фамилията Петилии. Син е на римския сенатор, военачалник и консул през 70 и 74 г. Квинт Петилий Цериалис и на Флавия Домицила, единствената дъщеря на император Веспасиан и съпругата му Домицила. Брат е на Флавия Домицила, която е светица, и на Квинт Петилий Руф (консул през 83 г.).
Той служи като офицер, военен трибун, при дядо си Веспасиан в IIII Щастлив Флавиев легион в Далмация.